# Tricimba tasmanensis
Tricimba tasmanensis är en tvåvingeart som beskrevs av Ismay 1993. Tricimba tasmanensis ingår i släktet Tricimba och familjen fritflugor. Inga underarter finns listade i Catalogue of Life.